# Теракты в Брюсселе (2016)
Террористические акты в Брюсселе — взрывы в брюссельском аэропорту и брюссельском метрополитене на станции «Малбек» 22 марта 2016 года. Ответственность за произошедшее взяла на себя организация «Исламское государство».

## Предыстория
Вскоре после терактов в Париже 13 ноября 2015 года, 21 ноября, премьер-министр Бельгии Шарль Мишель заявлял об угрозе крупного теракта в Брюсселе. Одновременно уровень опасности был повышен до «серьезной и неотвратимой».
18 марта 2016 года, за 4 дня до терактов, в брюссельском пригороде Моленбек-Сен-Жан был задержан Салах Абдеслам, которого считают главным организатором парижских терактов — существует предположение, что теракты 22 марта были местью за его задержание.

## Аэропорт Брюсселя

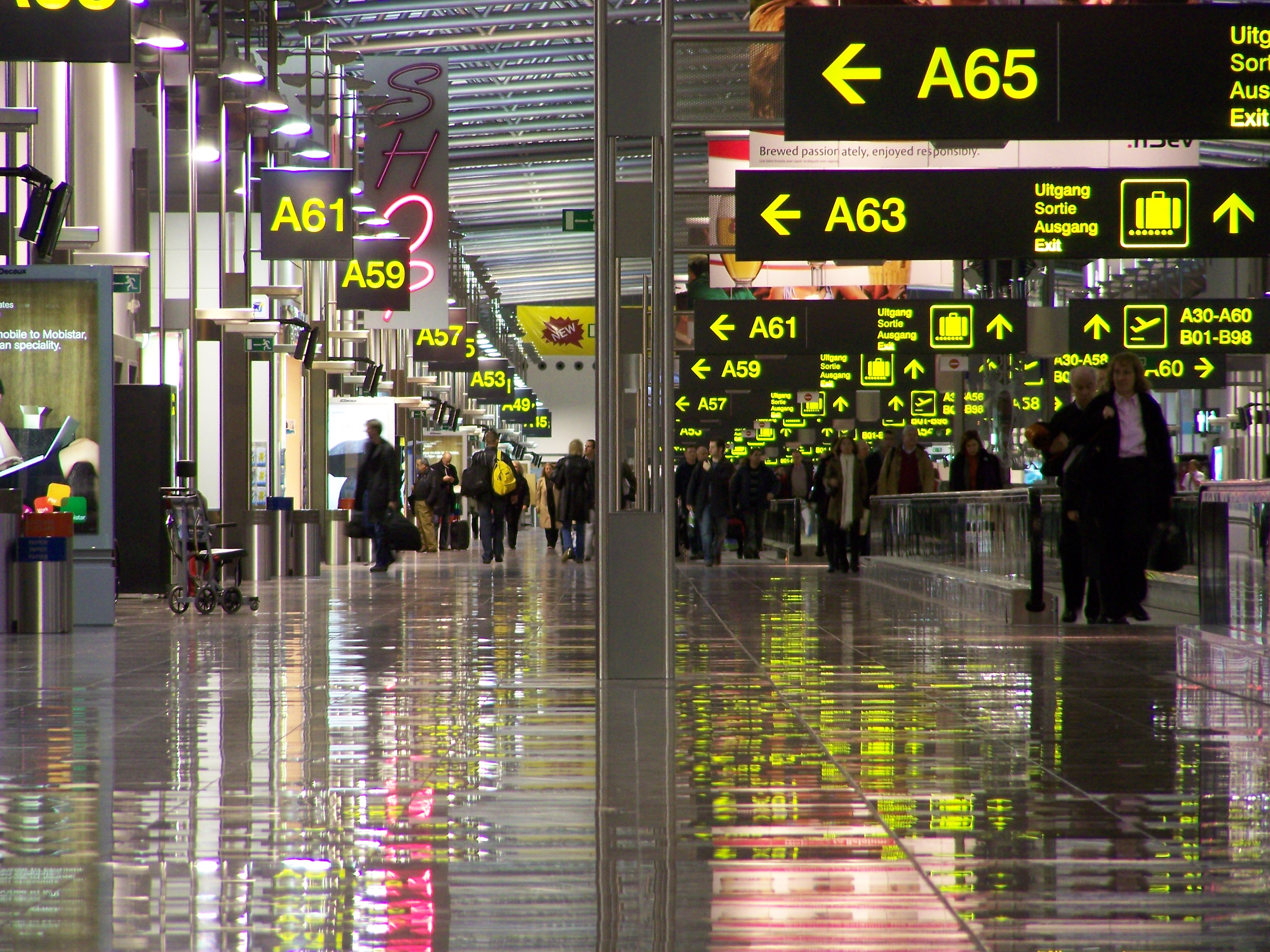
Зона вылета Брюссельского аэропорта в 2008 году

22 марта 2016 года около 8:00 по местному времени (CET, UTC+1) в зале вылета брюссельского аэропорта произошли 2 взрыва, совершённые террористами-смертниками — один между стойками American Airlines и Brussels Airlines, другой — возле кафе Starbucks. В результате атаки, по предварительным сведениям, погибли 14 и были ранены 96 человек. Посадка всех рейсов в аэропорту была запрещена, самолёты уходили на запасные аэродромы. Здание аэропорта частично пострадало, обрушена часть потолка, выбиты стёкла. Железнодорожное сообщение с аэропортом было также прервано.

## Метрополитен Брюсселя

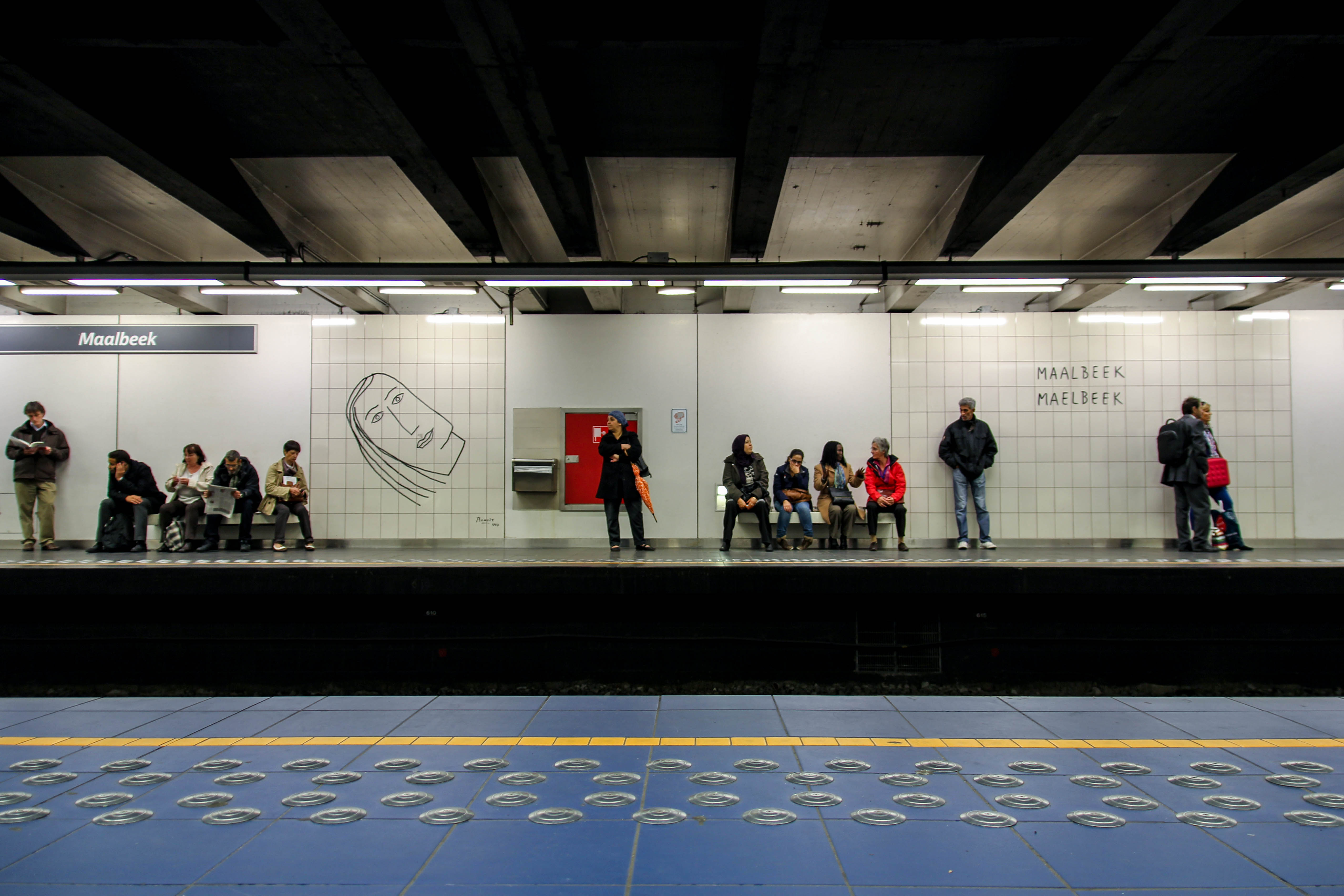
Станция «Малбек» в 2012 году

Третий взрыв произошёл около 9:30 (CET, UTC+1) в поезде метрополитена Брюсселя, находившемся между станциями «Малбек» и «Шуман», расположенными в Европейском квартале города.
В результате атаки погибло 20 человек, 106 — ранены, из которых 17 — тяжело. Метрополитен был полностью закрыт.

## Предпринятые меры
В тот же день правительство Брюсселя ввело наивысший уровень террористической угрозы.
В столице Бельгии был полностью остановлен общественный транспорт. Власти обратились к жителям с призывом не выходить из дома или офиса и постараться избегать нахождения на улице. Также, в связи с возникшей перегрузкой мобильной сети, людей просили вместо звонков пользоваться по возможности SMS или социальными сетями — для этого оператор сетей wifi Telenet отменил плату за пользование всеми своими точками доступа.
Также со стороны Бельгии была полностью закрыта граница с Францией: перекрыты автомобильные дороги и остановлено железнодорожное сообщение — уже вышедшие скоростные поезда Thalys возвращались задним ходом в пункты отправления.
Бельгийская прокуратура обратилась ко всем СМИ с просьбой временно приостановить публикацию любых данных об идущем следствии, крупнейшие СМИ откликнулись на этот призыв.

## Ход расследования

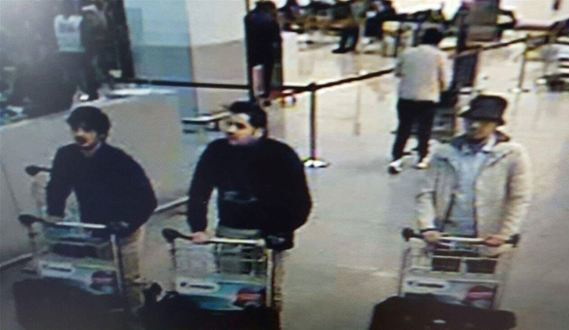
Фото подозреваемых в совершении теракта в аэропорту

Вечером 22 марта следственные органы распространили стоп-кадр с камер наблюдения Брюссельского аэропорта, на котором изображены трое мужчин, подозреваемые в совершении теракта утром того же дня. Тела двоих из них были обнаружены среди погибших, третий (на фото справа) не обнаружен и активно разыскивается бельгийскими спецслужбами. Полиция сообщила, что рядом с одним из погибших предполагаемых террористов был обнаружен автомат Калашникова, а также что в аэропорту было найдено третье, не сработавшее взрывное устройство.
23 марта бельгийская полиция сообщила имена двух из троих смертников, совершивших самоподрыв накануне: ими были названы братья Ибрахим и Халид Эль Бакрауи, уроженцы Бельгии. Первый совершил теракт в аэропорту (в центре на фото), второй — в метро. Через некоторое время был установлен также второй камикадзе из аэропорта — им оказался марокканец Наджим Лаашрауи (слева на фото). Третий человек, попавший в поле зрения камер аэропорта, вместе с Ибрахимом Эль Бакрауи и Наджимом Лаашрауи первоначально не был установлен.
Благодаря содействию водителя такси, подвозившего террористов в аэропорт, удалось установить место их отправления и провести обыски в пригороде Брюсселя Схарбек. В результате были проведены задержания и изъяты 15 кг пероксида ацетона, 150 литров ацетона, 30 литров перекиси водорода, а также детонаторы и чемодан, наполненный гвоздями и шурупами, которые предположительно должны были стать поражающими элементами бомбы. Неподалёку в мусорном контейнере был обнаружен компьютер, на котором было записано своего рода «завещание» Ибрахима Эль Бакрауи, в котором он говорит о том, что «очень торопится, потому что его всюду ищут, а он не хочет оказаться рядом с ним». Под ним предположительно имеется в виду главный организатор парижских терактов 13 ноября 2015 года Салах Абдеслам.
В последующие дни поступила информация о личности подозреваемых. В частности, было сообщено, что Ибрахим Эль Бакрауи (1986 года рождения, уроженец Бельгии) был хорошо известен бельгийской уголовной полиции — 30 сентября 2011 года он был приговорён к 9 годам тюремного заключения за попытку ограбления отделения Western Union в Брюсселе 30 января 2011 года.
Наджим Лаашрауи учился в 2009—2010 учебном году на первом курсе бакалавриата в Брюссельском свободном университете. После первого года обучения он был отчислен за неуспеваемость по теоретическим дисциплинам, однако по практическим — в частности, по химии — получил хорошие баллы. ДНК Лааруи совпал с ДНК, обнаруженной при расследовании терактов, совершённых в Париже 13 ноября 2015 года: на бомбе, взорвавшейся у стадиона в Сен-Дени, и на кусочке ткани, использовавшейся при атаке на «Батаклан». Также проходили сообщения, что Лаашрауи якобы арестовывался в 2015 году в Турции, но позднее эта информация была опровергнута.
27 марта появились сообщения, что был задержан третий из подозреваемых, снятых камерой наблюдения аэропорта. Им оказался Файсал Шефу, задержанный ещё 24 марта, когда он с двумя знакомыми проезжал на автомобиле мимо здания федеральной прокуратуры (знакомые были освобождены). При очной ставке Шефу был опознан таксистом, подвозившим всех троих в аэропорт. Водитель сообщил также, что предполагаемые террористы планировали взять с собой в аэропорт пять больших чемоданов, но в багажник, к счастью, вошли только три. Также сообщается, что уже после взрыва на станции метро «Малбек» Шефу находился в толпе у входа со станции.
Также 27 марта итальянская полиция арестовала в Беллицци, провинция Салерно, некоего 40-летнего гражданина Алжира по имени Джамал Эддин Уали, подозреваемого в изготовлении фальшивых документов для нескольких организаторов терактов в Париже и Брюсселе, включая Наджима Лаашрауи.

## Политические последствия
22 марта Бельгия закрыла свои диппредставительства в Турции.
24 марта министр внутренних дел Бельгии Ян Ямбон и министр юстиции Кун Генс подали прошения об отставке, но премьер-министр Шарль Мишель их не принял.
Во всей Бельгии был объявлен национальный трёхдневный траур.

## Фотогалерея

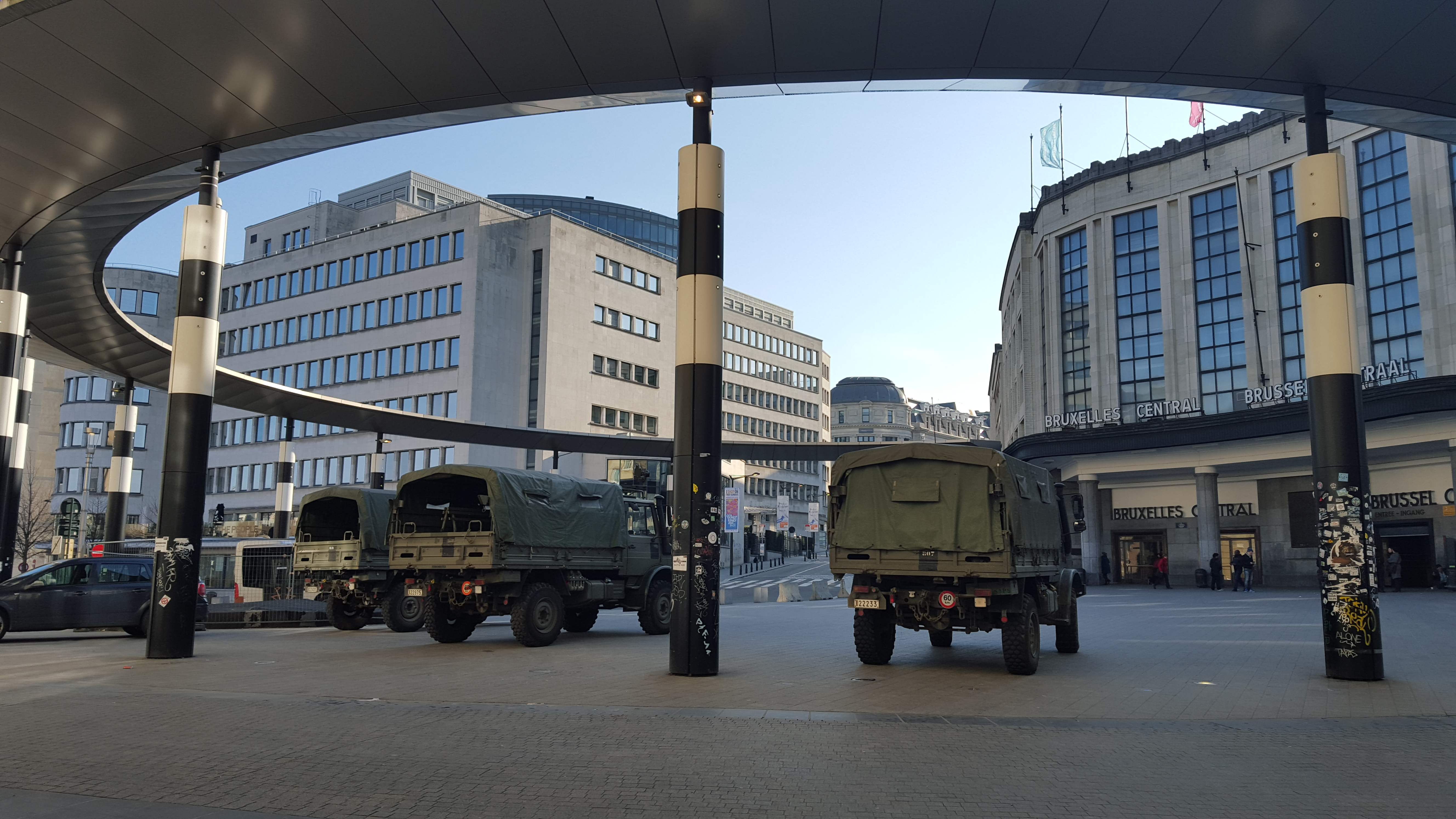
Военные грузовики на улицах Брюсселя после теракта
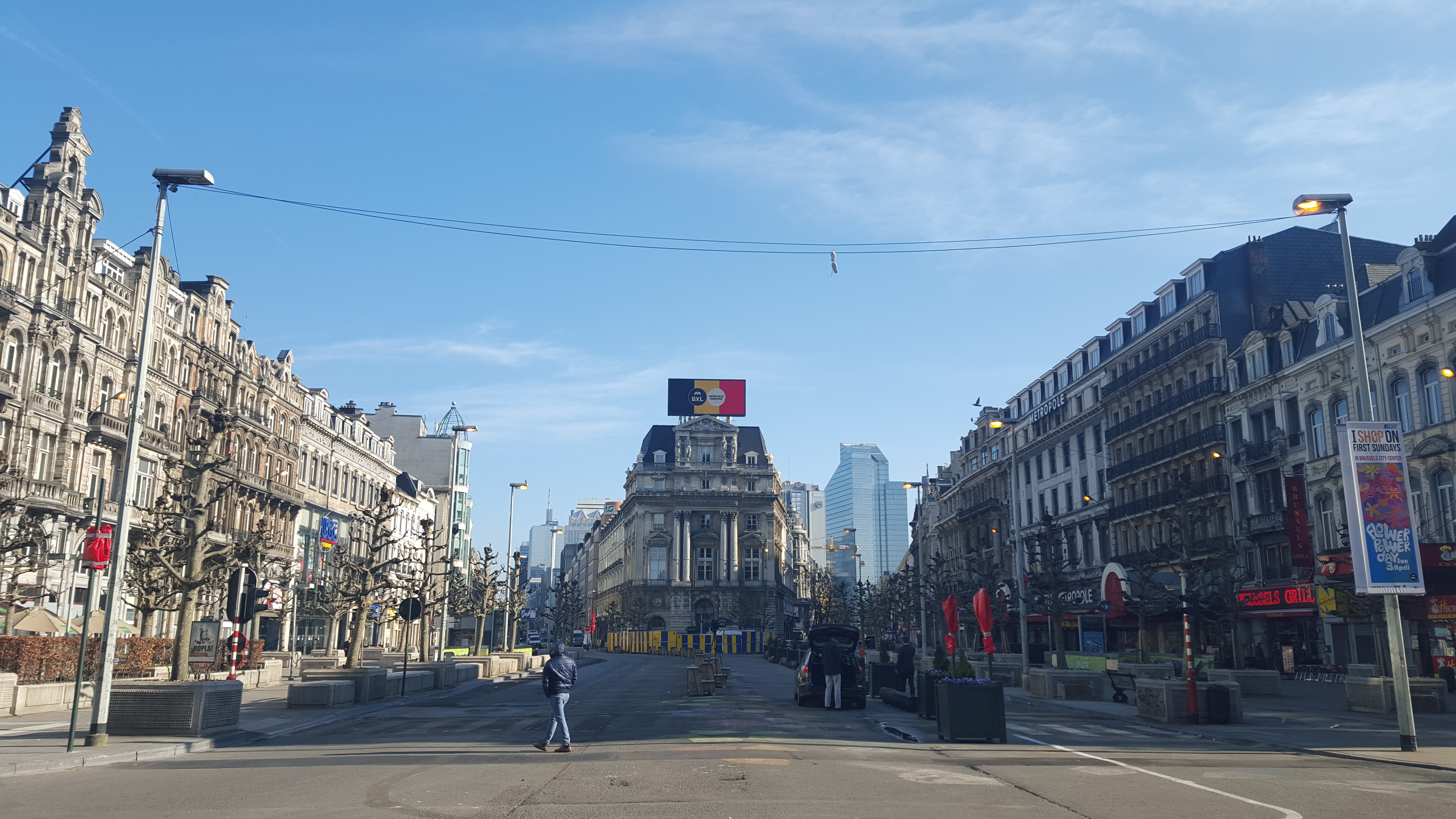
Опустевшие улицы после теракта
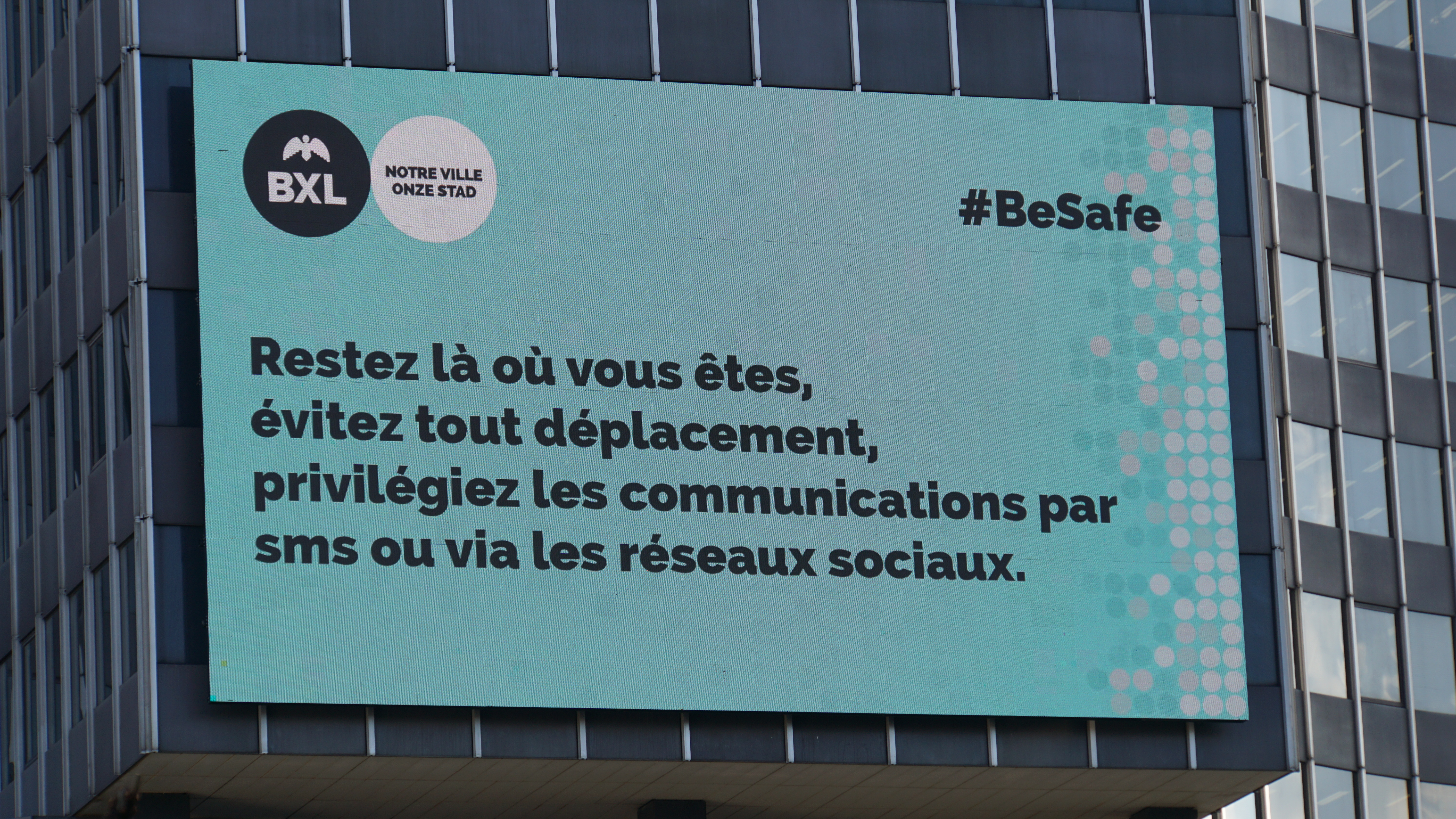
Рекомендации о действиях на уличном табло в Брюсселе после теракта
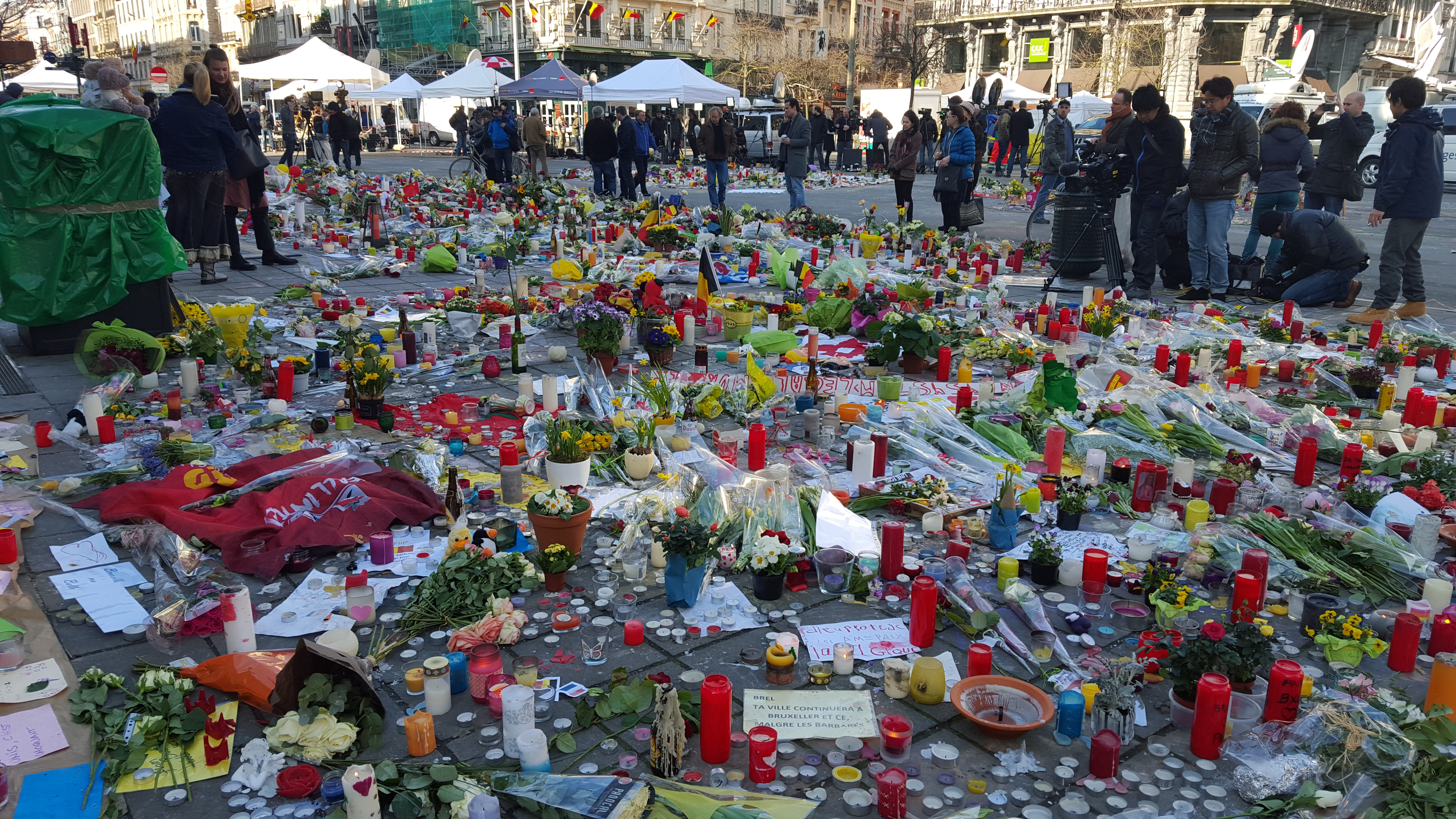
Цветы и свечи на Биржевой площади Брюсселя в память о погибших
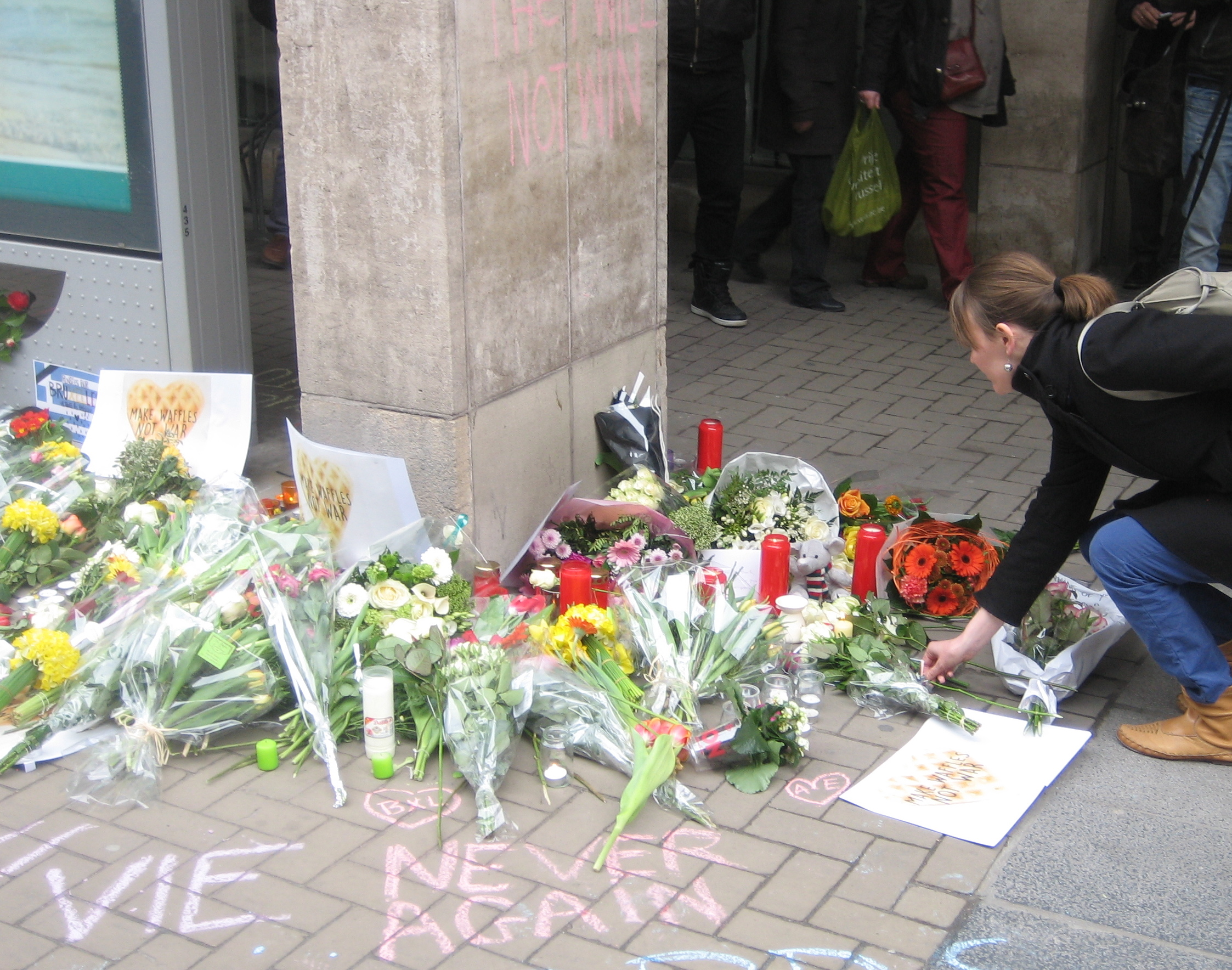
Цветы у выхода из станции метро «Малбек», на которой произошёл теракт
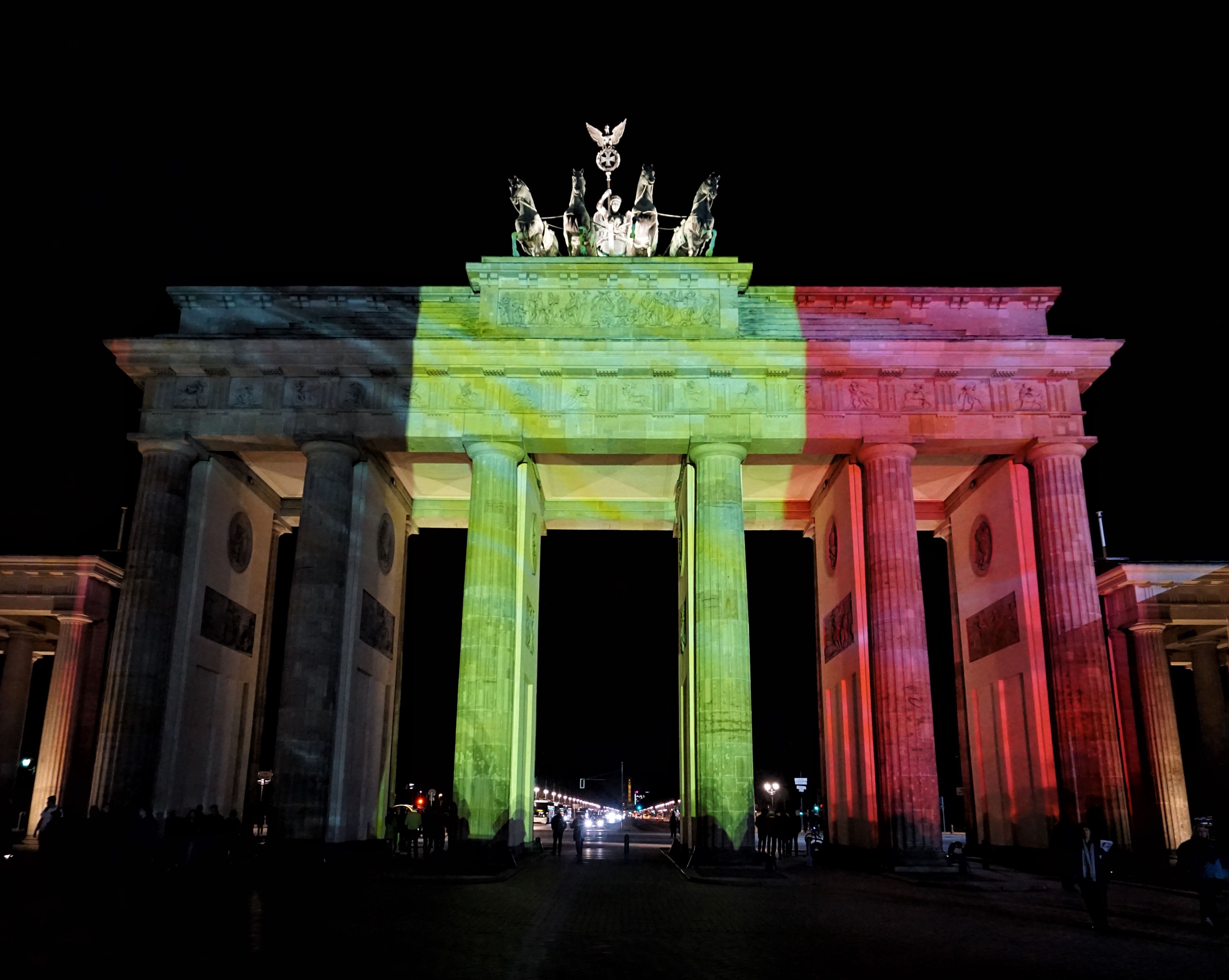
Бранденбургские ворота в Берлине, подсвеченные в цвета бельгийского флага